# Zündapp DB / DBK

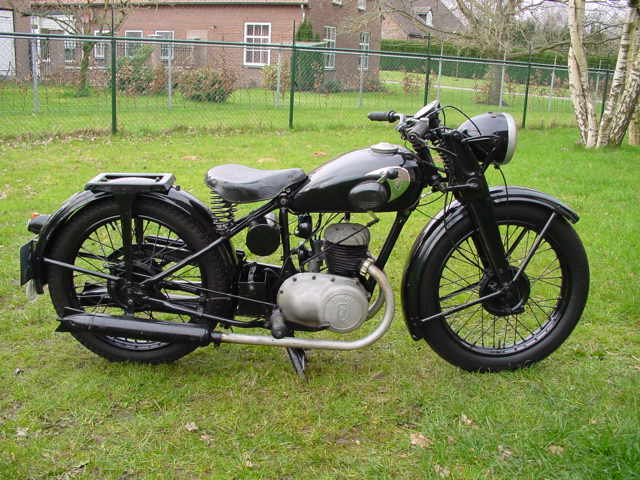
Zündapp DB 200

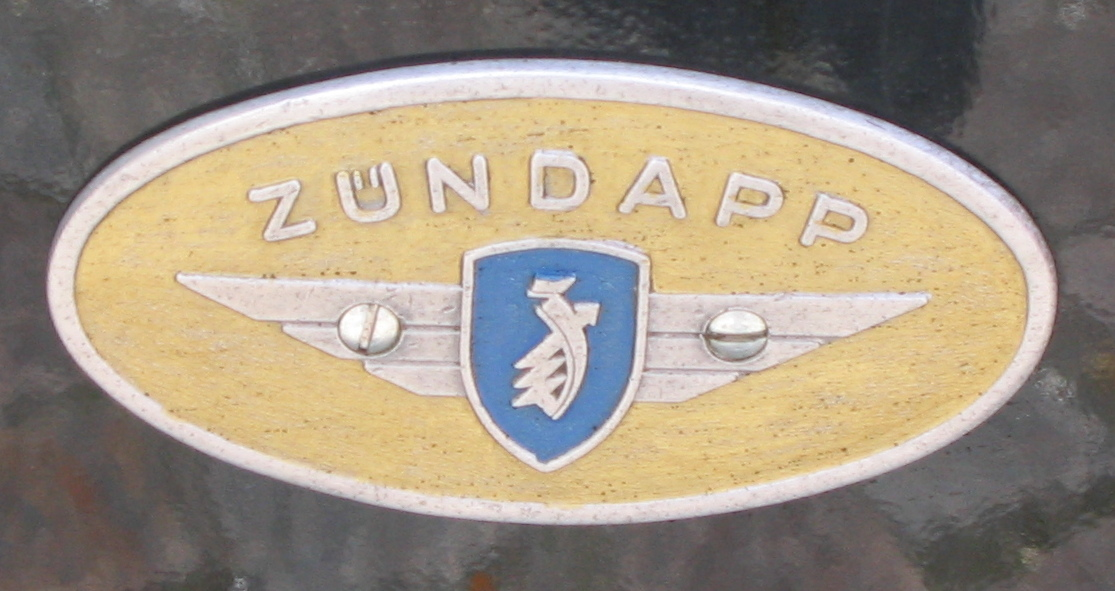
Zündapp-Logo

Die Motorräder DB 200 mit Rohrrahmen und DBK 200 mit Kastenrahmen wurden zwischen 1935 und 1951 von der Zündapp Werke GmbH in Nürnberg hergestellt. Besonders charakteristisch für diese Baureihe ist der Einzylinder-Zweitakt-Motor mit Doppel-Auspuffanlage.
Das Motorrad Zündapp DB 200 wurde von 1935 bis 1940 sowie von 1947 bis 1951 als zivile und während des Zweiten Weltkriegs als militärische Maschine gebaut. Wegen seiner Robustheit und Zuverlässigkeit bekam es den Beinamen „Bauernmotorrad“. Mit 96.499 produzierten Exemplaren und einem geringen Anschaffungspreis trug die DB 200 zur Volksmotorisierung in Deutschland bei. Die Zündapp DBK 200 wurde von 1936 bis 1940 produziert und war in der Anschaffung teuer.

## Modellbezeichnung
Die verschiedenen Modellbezeichnungen bei der DB-Reihe deuten oft auf nur geringe Ausstattungsunterschiede hin. So hatte die DBT 200 einen Tachometer.
| D | Derby                                                        |
| B | Blockbauweise (Schwungscheibe im Gebäuseblock untergebracht) |
| K | Kastenrahmen                                                 |
| L | Luxus (zusätzliche Chromteile)                               |
| T | Tachometer                                                   |
| W | Wehrmacht                                                    |

## Geschichte

### Vorkriegszeit (1935–1940)
Nach der Machtergreifung der Nationalsozialisten im Jahre 1933 kam es zu einem Aktionsprogramm, das die Motorisierung in Deutschland vorantrieb. Für Personenwagen und Motorräder wurden die Steuerfreiheit eingeführt, das Straßennetz erweitert und modernisiert. Die Umsätze der deutschen Motorradhersteller stiegen durch die sich verbessernde Konjunktur rasch an.
Mit dem ab Juli 1933 bei Zündapp beginnenden Ausverkauf der als zuverlässig erwiesenen 175er Derby-Modelle begann der Verkauf des neuen 200er Derby-Modells.
Die sonst üblicherweise außen liegende Schwungscheibe wurde im Kupplungsgehäuse untergebracht. Der Zweitaktmotor erhielt statt Nasenkolben nun Flachkolben, allerdings konnte hierfür nicht Schnürles für Flachkolben prädestinierte Umkehrspülung verwendet werden, weil DKW hieran die Lizenz erworben hatte. So wurde bei Zündapp die aufwendigere Dreistromspülung entwickelt, die als „Patentumspülung“ verspottet wurde.
Mit der DB 200 und DBK 200 hatte Zündapp begehrte Modelle; die Nachfrage nach ihnen konnte nicht annähernd befriedigt werden. Schon vor Ausbruch des Zweiten Weltkriegs waren bereits einige Teile nur noch Schwarz lackiert statt verchromt. Der Preis einer DB 200 lag in der Vorkriegszeit bei 540 RM und der einer DBK bei 695 RM.

### Zweiter Weltkrieg

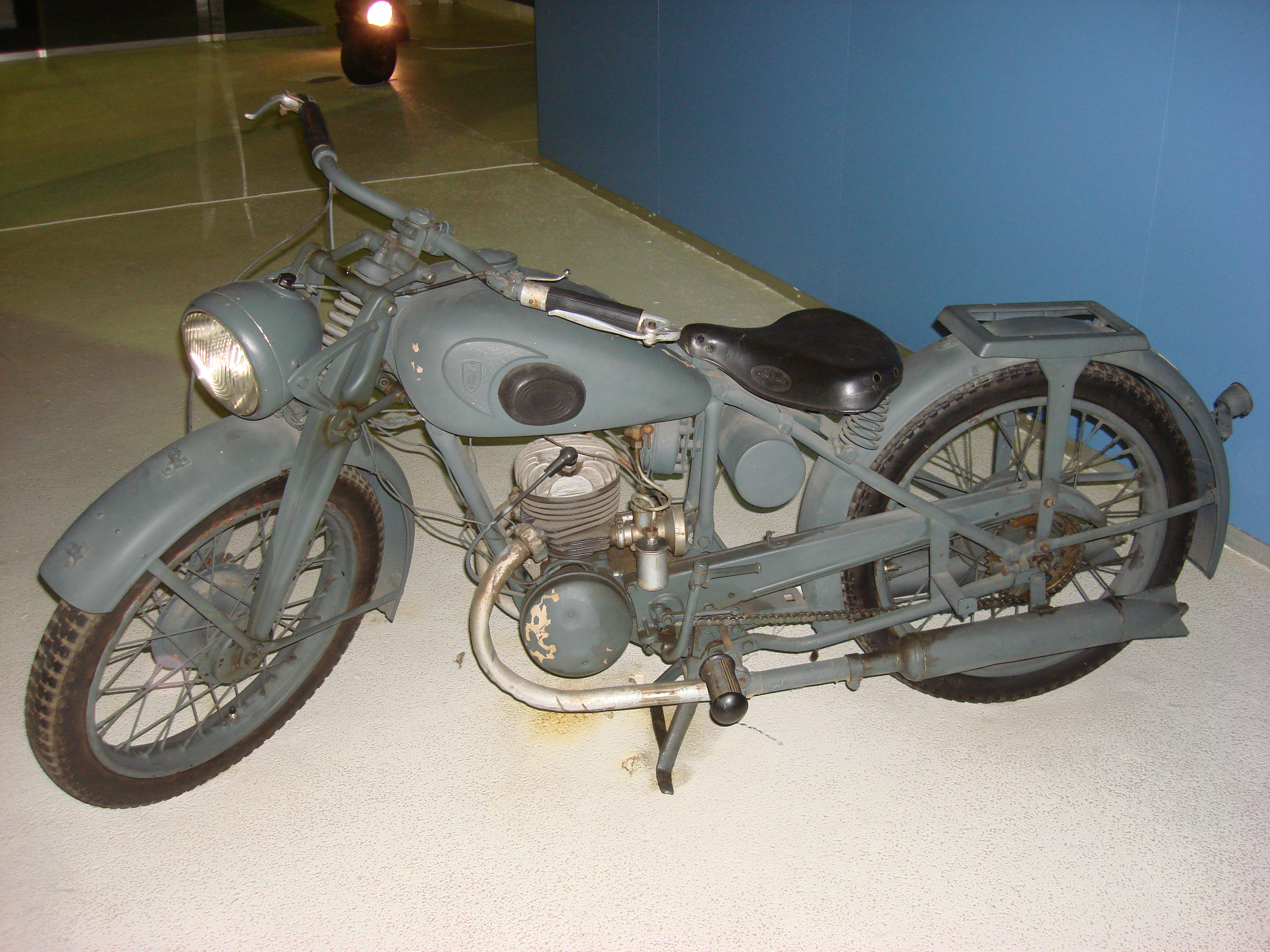
Zündapp DB 200 W

Die DB 200 fand wegen ihrer Zuverlässigkeit als eine der wenigen Leichtmaschinen Verwendung bei der Wehrmacht. Die Modellbezeichnung wurde mit dem Zusatz W zu DB 200 W ergänzt. Am Rahmen bei der Seriennummer wurde zusätzlich ein W eingeschlagen. Zu den Merkmalen der Militärmaschinen gehörten zwei Packtaschen, Tarnbeleuchtung und dass es keine verchromten Teile gab.

### Nachkriegszeit (1947–1951)
Nachdem die zerstörten Produktionsanlagen wiederaufgebaut und die Beschränkungen (Motorhubraum, Fertigungsstückzahlen) durch die Besatzer aufgehoben waren, konnte die Produktion wieder aufgenommen werden. 1947 bekam Zündapp eine Fertigungslizenz, und mit der bewährten DB 200 stand ein erprobtes, zuverlässiges Zweitaktmodell zur Verfügung. Am 12. August 1947 verließ die erste Maschine dieses Typs die Fabrik. Mit der Währungsreform am 21. Juni 1948 kostete das bis dahin einzige Zündapp-Modell ca. 1000 DM.
Jedoch konnte die Dreistromspülung nicht mehr verwendet werden, denn ein Rechtsstreit ergab, dass dieses Spülverfahren Schnürles Patent verletzte, und Zündapp musste eine hohe Entschädigung zahlen. So griff Zündapp auf die noch aufwendigere Vierstromspülung zurück, die der Berliner Ingenieur Paul Schauer entworfen hatte. Der hohe Fertigungsaufwand zeigt sich daran, dass der Vierstromkolben fünf und der zugehörige Zylinder elf Fenster aufweist. Als das Schnürle-Patent abgelaufen war, stieg Zündapp – wie auch viele andere Hersteller – mit seinem Zweitaktprogramm vollständig auf die Umkehrspülung um.
Um 1965 kehrte die Dreistromspülung in Zündapps Programm von Motoren mit 50 cm³ Hubraum zurück – aber nur kurzzeitig, weil sich keine Vorteile gegenüber der Umkehrspülung ergaben.

## Technische Daten
| Zündapp                     | DB 200                                     | DB 250                                     | DBK 200                              | DBK 250                              |
| --------------------------- | ------------------------------------------ | ------------------------------------------ | ------------------------------------ | ------------------------------------ |
| Baujahr:                    | 1935–40/1947–51                            | 1937–40                                    | 1936–38                              | 1938–40                              |
| Motor:                      | 1 Zylinder, 2-Takt, fahrtwindgekühlt       | 1 Zylinder, 2-Takt, fahrtwindgekühlt       | 1 Zylinder, 2-Takt, fahrtwindgekühlt | 1 Zylinder, 2-Takt, fahrtwindgekühlt |
| Hubraum:                    | 198 cm³                                    | 247 cm³                                    | 198 cm³                              | 247 cm³                              |
| Bohrung × Hub:              | 60 mm × 70 mm                              | 67 mm × 70 mm                              | 60 mm × 70 mm                        | 67 mm × 70 mm                        |
| Leistung kW (PS) bei 1/min: | 5 (7) bei 4000                             | 6,25 (8,5) bei 3850                        | 5 (7) bei 3850                       | 6,25 (8,5) bei 4000                  |
| Schmierung:                 | Gemisch 1 : 25                             | Gemisch 1 : 25                             | Gemisch 1 : 25                       | Gemisch 1 : 25                       |
| Vergaser:                   | Bing 2/20/1                                | Bing 2/22/10                               | Bing 2/20/1                          | Bing 2/22/10                         |
| Zündung:                    | Batterie-Zündlicht-Anlage                  | Batterie-Zündlicht-Anlage                  | Batterie-Zündlicht-Anlage            | Batterie-Zündlicht-Anlage            |
| Beleuchtung:                | 6 V / 50 W                                 | 6 V / 50 W                                 | 6 V / 50 W                           | 6 V / 50 W                           |
| Primärantrieb:              | Kette in Öl                                | Kette in Öl                                | Kette in Öl                          | Kette in Öl                          |
| Kupplung:                   | Jurid-Lamellenkupplung                     | Jurid-Lamellenkupplung                     | Jurid-Lamellenkupplung               | Jurid-Lamellenkupplung               |
| Getriebe – Schaltung:       | Handschaltung am Tank                      | Handschaltung am Tank                      | Handschaltung am Tank                | Handschaltung am Tank                |
| Sekundärantrieb:            | Kette                                      | Kette                                      | Kette                                | Kette                                |
| Starter:                    | Kickstarter                                | Kickstarter                                | Kickstarter                          | Kickstarter                          |
| Rahmen - Bauart:            | Schmiedeteile, U-Bleche, Rohr, verschraubt | Schmiedeteile, U-Bleche, Rohr, verschraubt | Kastenrahmen blechgepreßt            | Kastenrahmen blechgepreßt            |
| Vordergabel:                | Trapez, blechgepresst                      | Trapez, blechgepresst                      | Trapez, blechgepresst                | Trapez, blechgepresst                |
| Räder – Bauart:             | Speichen                                   | Speichen                                   | Speichen                             | Speichen                             |
| Bereifung:                  | 19 × 3                                     | 19 × 3                                     | 19 × 3                               | 19 × 3                               |
| Bremsen:                    | Trommelbremse vorne/hinten                 | Trommelbremse vorne/hinten                 | Trommelbremse vorne/hinten           | Trommelbremse vorne/hinten           |
| Sitz:                       | Gummi-Schwingsattel                        | Gummi-Schwingsattel                        | Gummi-Schwingsattel                  | Gummi-Schwingsattel                  |
| Tank:                       | Satteltank                                 | Satteltank                                 | Satteltank                           | Satteltank                           |
| Tankinhalt:                 | 12 l                                       | 12 l                                       | 12 l                                 | 12,5 l                               |
| Gewicht:                    | 123 kg                                     | 120 kg                                     | 123 kg                               | 124 kg                               |
| Höchstgeschwindigkeit :     | 85 km/h                                    | 90 km/h                                    | 85 km/h                              | 90 km/h                              |
| Verbrauch:                  | ca. 3 l/100 km                             | ca. 3 l/100 km                             | ca. 3 l/100 km                       | ca. 3 l/100 km                       |
| seitenwagentauglich:        | nein                                       | nein                                       | ja                                   | ja                                   |

## Nachfolgemodelle
Um den wachsenden Ansprüchen an Komfort, Sicherheit und Fahrvergnügen gerecht zu werden, wurde die DB-Reihe ständig weiterentwickelt.
| Modell               | Änderung                                                                             |
| -------------------- | ------------------------------------------------------------------------------------ |
| DB 201               | Trapezgabel wurde durch eine Teleskopgabel ersetzt                                   |
| DB 202               | Ziehkeil-Vierganggetriebe mit Fußschaltung                                           |
| DB 203 „Comfort“     | 8,7 PS, Bing-Registervergaser, Geradwegfederung des Hinterrades                      |
| DB 204 „Norma“       | Einfachausführung der 203 ohne Chromteile und Hinterradfederung, Einfachport-Auslass |
| DB 205 „Elastic“     | Hinterradfederung mit Schwinge                                                       |
| DB 234 „Norma Luxus“ | Hinterradfederung, Einfachport-Auslass                                               |

## Verweise